# Logan Henderson
Pour les articles homonymes, voir Henderson.
Logan Philip Henderson, né le 14 septembre 1989 à North Richland Hills, Texas est un acteur, danseur, et chanteur américain.
Il est surtout connu pour son rôle de Logan Mitchell dans la série télévisée de Nickelodeon, Big Time Rush, pour sa participation au groupe éponyme.

## Biographie
Logan Philip Henderson est né le 14 septembre 1989 à North Richland Hills au Texas. Il a une petite sœur nommée Presley qui vit toujours avec ses parents au Texas (près de Dallas),.

## Carrière
Logan a eu un petit rôle dans le programme télévisé Friday Night Lights avant de déménager en Californie à l'âge de 17 ans, pour continuer sa carrière d'acteur
En 2009 il est intègre le groupe Big Time Rush, un boys band qui sont les héros de la série du même nom créé par Nikelodeon qui durera 4 saisons de 78 épisodes, un film et 4 albums.
Il a co-écrit au sein de Big Time Rush plusieurs titres comme Oh Yeah, Music Sounds Better, Time of our life, 24/7, etc.  
Le 11 avril 2016 , il annonce l'arrivée de son premier single solo Sleepwalker qui sortira finalement le 27 janvier 2017 accompagné du clip vidéo. Logan décrit Sleepwalker comme étant un morceau de pop très sombre[réf. souhaitée]. Il a ensuite sortit le morceau bite my tongue en septembre 2017 et le morceau pull me deep le 8 octobre 2018. Le 26 avril il a sorti le morceau end of world[réf. souhaitée]

### Big Time Rush
En 2007, Nickelodeon organise une audition qui durera plus de deux ans pour créer un nouveau boys band où les membres seront les personnages principaux de leur nouvelle série. 
Logan obtiendra son rôle révélateur qui est celui de "Logan Mitchell" dans la série Big Time Rush. Ce rôle lui permet non seulement de développer ses talents d'acteur, mais également de lancer sa carrière musicale dans le groupe éponyme,,. 
Logan est l'un des premiers à être choisi avec James Maslow.
Son personnage est l'intello de la bande, doué pour sortir le groupe des nombreux ennuis qu'ils se créent. 
Les autres membres du groupe sont Carlos Pena, Jr. et Kendall Schmidt que Logan a recommandé aux producteurs. En effet, un autre acteur avait été choisi, mais après le tournage du pilote, le constat fut qu'il faisait plus âgé que les autres membres du groupe. 
À la suite du succès de leur 1er album BTR : Big Time Rush sortie en 2010 avec des titres comme City Is Ours, Nothing Even Matters, Halfway There, Famous, Til I Forget About You, et la chanson du générique, Big Time Rush (Theme) , les garçons enregistrent par la  suite 3 autres albums. Elevate en 2011, 24/Seven en 2013 et Big Time Movie Soundtrack qui est la bande originale de leur film Big Time movie sorti en 2012. 
Leur 1er album qui est jusqu'à ce jour leur plus gros succès, débute à la troisième place du top 30 et en première place des téléchargements d'iTunes. Ils apparaissent lors des Kids' Choice Awards en 2010 et font une performance lors des Kids' Choice Awards en 2011.

## Filmographie
| Televisions / Films | Televisions / Films         | Televisions / Films | Televisions / Films                      |
| Années              | Titres                      | Rôles               | Notes                                    |
| ------------------- | --------------------------- | ------------------- | ---------------------------------------- |
| 2009                | Friday Night Lights         | Garçon No 2 cinéma  | Saison 2, Épisode 12 (cameo)             |
| 2009 - 2013         | Big Time Rush               | Logan Mitchell      | Rôle principal, 75 episodes              |
| 2011                | Brain Surge                 | Lui-même            | Épisode: "April 22, 2011"                |
| 2011                | Nick News                   | Lui-même            | Épisode: "Lies We Tell In Middle School" |
| 2011                | Hand aufs Herz              | Lui-même            | German telenovela on sixx                |
| 2012                | How to Rock                 | Lui-même            | Épisode: "How to Rock an Election"       |
| 2012                | Big Time Movie              | Logan Mitchell      | Television movie; Rôle principal         |
| 2012                | Figure It Out (en)          | Lui-même            | Récurrent                                |
| 2013                | Marvin Marvin               | Lui-même            | Épisode: "Big Time Marvin"               |
| 2015                | Les Pingouins de Madagascar | Logan le castor     | Épisode: "Tunnel de L'amour"; (Voix)     |

## Discographie

### Singles
- Passing Time (28 Avril 2015)
- Sleepwalker (27 Janvier 2017)
- Bite My Tongue (15 Septembre 2017)
- Speak Of The Devil (30 Octobre 2017)
- Pull Me Deep (14 Août 2018)
- End Of The World (12 Avril 2019)
- Rocket Man (31 Mai 2019)
- Disappear (12 Juillet 2019)